# 烏克提納翼龍屬
烏克提納翼龍屬（屬名：Uktenadactylus）是翼龍目的一屬，生存於白堊紀早期的北美洲。化石最初被歸類於殘喙翼龍的一個種，隨者近年的重新研究，發現這個化石是獨立屬。

## 發現與命名
在1992年，美國德州塔蘭特縣發現一個部份口鼻部化石，來自於爪爪組（Paw Paw Formation），地質年代為白堊紀早期的阿爾比階到森諾曼階交界。兩年後，這個標本（編號SMU 73058）被建立為殘喙翼龍的新種，沃德利殘喙翼龍（Coloborhynchus wadleighi）。種名是以挖掘化石的Chris Wadleigh為名。研究人員根據殘喙翼龍與這個化石的口鼻部前端寬廣、前段有三對朝向兩側的長牙齒，而將這個德州化石歸類於殘喙翼龍的新種。
自從1914年，雷金納德·胡利（Reginald Hooley）提出殘喙翼龍、槌喙龍是同種動物之後，殘喙翼龍的有效性遭到質疑。這個新發現的口鼻部化石，證實殘喙翼龍是有效屬，不同於槌喙龍；而槌喙龍目前被視為是鳥掌翼龍的異名。
近年在巴西東北部發現的許多翼龍類化石，使古生物學家得以重新研究早期發現的歐洲翼龍類化石，包含殘喙翼龍。其中，一些南美洲翼龍類化石被歸類於殘喙翼龍的新種，但許多南美洲古生物學家不接受這些分類。在2009年，巴西古生物學家泰莎·羅德里格斯（Taissa Rodrigues）與亞歷山大·克爾納（Alexander Kellner）提出殘喙翼龍的重新研究，認為該屬只有一個種，只分布於歐洲，不存在於南美洲。在同份研究裡，他們將美國的口鼻部化石建立為新屬，模式種是沃德利烏克提納翼龍（Uktenadactylus wadleighi）。屬名中的「Uktena」，是當地切羅基人神話裡的長角巨蛇，是種普遍存在於印地安人的傳說生物，常帶來大雨、閃電；「daktylos」在古希臘文意為手指，是翼龍類的屬名常見字根之一。

## 體徵
這個口鼻部化石包含前上頜骨、部分上頜骨，總長約15公分。上頜具有頭冠基部，最高處有7.5公分，最寬處只有4公厘，顯示牠們生前的高而窄的頭冠。口鼻部前段寬、中段狹窄。上頜左側有8個齒槽，右側有6個齒槽。上頜的第一對牙齒，朝向前方。從第一對牙齒之後，牙齒逐漸變大，第三對牙齒是其中最大的牙齒，橫剖面直徑為17.6到17.7公分。第四對牙齒非常小，而之後是略大的牙齒，越後方牙齒越小型。研究人員推測，口鼻部中段較狹窄、中段的牙齒較小，因為此段落可以協助固定住易滑的魚類身體。研究人員在命名烏克提納翼龍時，提出牠們有數個自衍徵：第一對牙齒之間的略上方有個橢圓形凹處、第二對牙齒之間的內部中線有個凹處。在1994年的最初研究，提出這些洞孔可能是氣孔。

## 分類
羅德里格斯、克爾納在重新研究殘喙翼龍時，根據地層學、形態學、種系發生學等方面，而提出這個德州化石不同於殘喙翼龍。在地層學方面，歐洲的殘喙翼龍生存於貝里亞階到凡藍今階交界，而北美洲的烏克提納翼龍生存於阿爾比階到森諾曼階交界，晚了約3000萬年。雖然兩者的化石材料零碎、稀少，羅德里格斯、克爾納仍整理出兩者的差異處，足以建立為兩個不同屬。殘喙翼龍的頭冠起始於口鼻部前端、上頜的內側有較深的凹處、腭骨隆脊旁有平行的溝。
殘喙翼龍、烏克提納翼龍的相同特徵為：第二對與第三對牙齒大於第四對、口鼻部前段寬而扁平、橫剖面呈長方形、頭冠有類似寬度；而發現於摩洛哥的焚風翼龍（Siroccopteryx）也有類似特徵，焚風翼龍也曾被歸類於殘喙翼龍的一個種。羅德里格斯、克爾納提出這三個屬組成一個演化支，屬於鳥掌翼龍科。